# مارف وولفمان

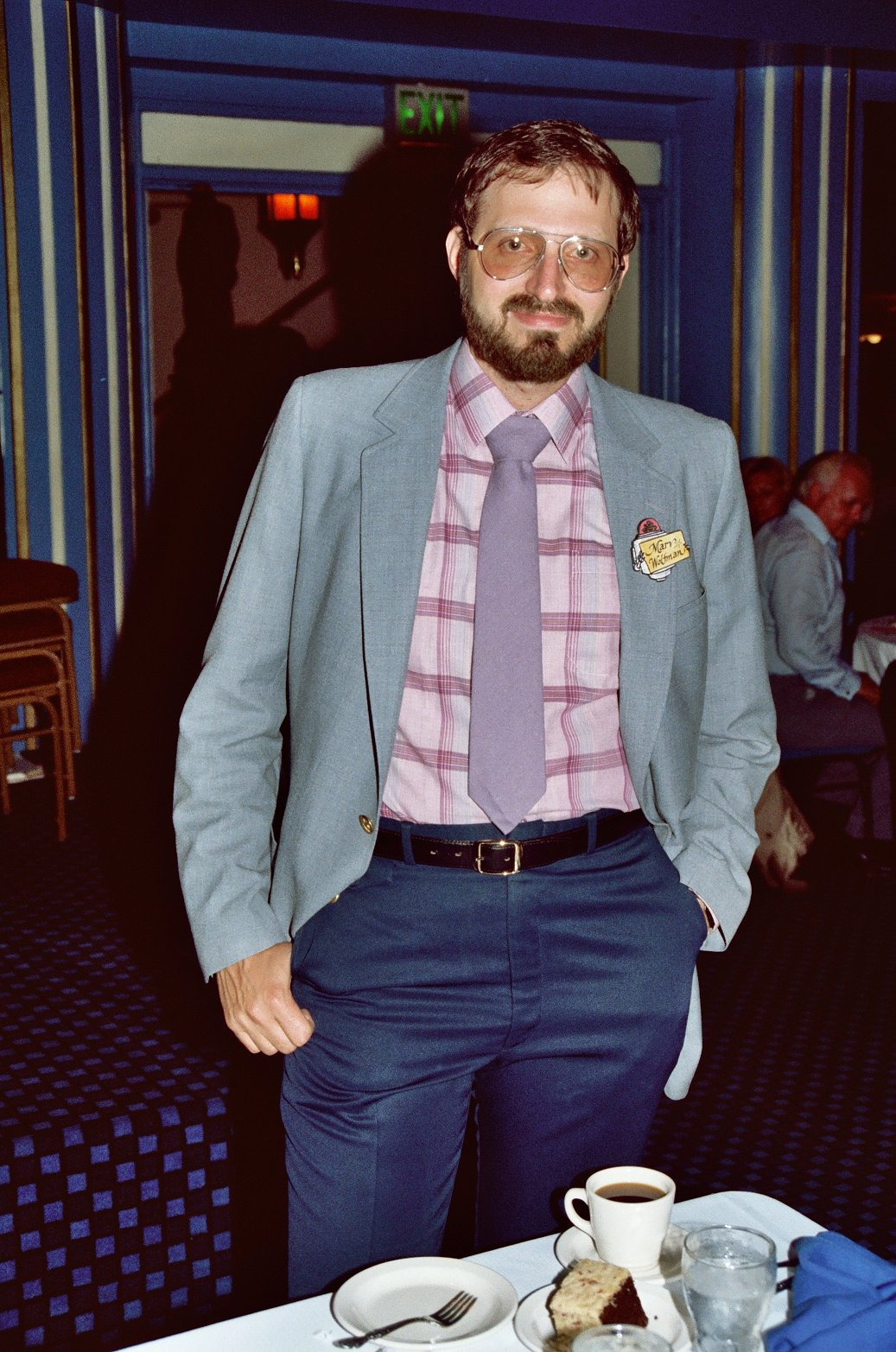
مارف وولفمان في مؤتمر القصص المصورة في سان دييغو عام 1982

مارف وولفمان (بالإنجليزية: Marv Wolfman) هو كاتب سيناريو أمريكي، ولد في 13 مايو 1946 في بروكلين في مدينة نيويورك وقد عمل في العديد من القصص المصورة فأخترع شخصية بيلد لشركة مارفل كومكس ونيو تين تايتانز لشركة دي سي كومكس.

## روابط خارجية
- مارف وولفمان على موقع IMDb (الإنجليزية)
- مارف وولفمان على موقع ميوزك برينز (الإنجليزية)
- مارف وولفمان على موقع إن إن دي بي (الإنجليزية)
- مارف وولفمان على موقع قاعدة بيانات الفيلم (الإنجليزية)